# Pilskie Muzeum Wojskowe
Pilskie Muzeum Wojskowe – muzeum wojskowe w Pile, w województwie wielkopolskim, utworzone z inicjatywy pasjonatów historii wojskowości z Pilskiego Stowarzyszenia Historyczno-Militarnego. Muzeum jest umiejscowione na terenie byłego lotniska wojskowego w północno-zachodniej części Piły.
Głównym zadaniem muzeum jest gromadzenie zbiorów dotyczących techniki wojskowej, historii wojskowości i historii militarnej Piły, ośrodka wojskowego. W zbiorze znajdują się m.in. samochody ciężarowe, transportery opancerzone, wozy zabezpieczenia technicznego i czołgi. Muzeum jest czynne, jednak wciąż w fazie organizacji.